# Barton Bendish
Barton Bendish – wieś w Anglii, w hrabstwie Norfolk, w dystrykcie King’s Lynn and West Norfolk. Leży 52 km na zachód od Norwich i 132 km na północ od Londynu.
W 2001 miejscowość liczyła 198 mieszkańców.